# Греция на «Евровидении-2009»
Греция в 2009 году выступила на конкурсе песни «Евровидение» в 30-й раз за всю историю его проведения. Её представлял Сакис Рувас с песней «This Is Our Night», для которого эта поездка на Евровидение стала второй в его музыкальной карьере. Его в качестве исполнителя выбрала путём закрытого отбора Греческая корпорация телерадиовещания, а песню выбрали на открытом национальном отборе путём голосования жюри и телезрителей. В ходе подготовки к конкурсному выступлению Рувас совершил большое турне по Европе, выступив со своей песней на многих телеканалах стран Европы. Во втором полуфинале Евровидения, прошедшем 14 мая, Сакис занял 4-е место со 110 очками и вышел в финал конкурса, а в финале 16 мая занял 7-е место со 120 очками в активе. Греция, таким образом, в шестой раз с 2004 года попала в Топ-10 конкурса.

## Предыстория участия
Греция дебютировала на конкурсе песни «Евровидение» в 1974 году, выступив с того момента 29 раз перед началом конкурса 2009 года. На тот момент в активе страны была одна победа, одержанная в 2005 году Еленой Папаризу с песней «My Number One». Также трижды Греция занимала 3-е место на конкурсе: в 2001 году это сделала группа Antique с песней «Die for You», в 2004 году — Сакис Рувас с песней «Shake It», в 2008 году — Каломира с песней «Secret Combination». Начиная с 2004 года, когда были введены полуфиналы, Греция до 2008 года включительно выходила во все финалы. Свой худший результат Греция показала на тот момент на конкурсе 1998 года, когда группа Thalassa заняла 20-е место с песней «Mia krifi evaisthisia», получив только 12 баллов и только от Кипра.
Греческая корпорация телерадиовещания (ERT) была в 2009 году основной организацией, которая организовывала показ конкурса в Греции в прямом эфире, а также выбирала исполнителя от страны. В 2004—2006 годах ERT выбирал исполнителя закрытым отбором, а песня выбиралась уже на открытом национальном отборе, но уже в 2007 и 2008 годах выбирались на национальном финале и исполнитель, и песня.

## Выбор

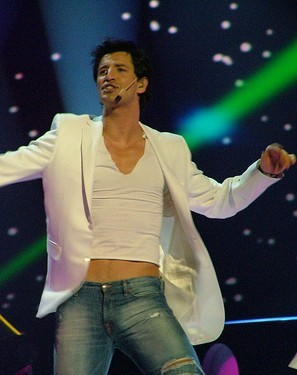
Сакис Рувас на Евровидении-2004

### Исполнитель
Готовясь к конкурсу Евровидение-2009, телерадиокомпания ERT приняла решение снова выбрать артиста для выступления путём внутреннего, закрытого отбора, а песню для него выбрать на специально организованном шоу. Однако кандидатура певца стала известна очень и очень рано: 15 июля 2008 года было официально оглашено, что страну представит Сакис Рувас, который не только выступал в 2004 году, но и вёл в 2006 году конкурс вместе с Марией Менунос. Причиной столь раннего принятия решения, согласно руководителю проектов Евровидения ERT Джонни Калимерису, стала допущенная утечка информации, из-за которой вещатель решил сразу обнародовать факт общественности, чтобы не допустить спекуляций и возможного ущерба репутации. Греция, таким образом, стала первой страной, которая выбрала участника для Евровидения-2009.
На момент выбора кандидатуры у Сакиса Руваса уже было выпущено 11 музыкальных альбомов: 20 ноября 2008 года вышел сингл «Irthes» с одноимённого нового альбома, который Сакис посвятил своей новорождённой дочери Анастасии. Помимо выступления на Евровидении 2004 года и роли ведущего конкурса 2006 года, Сакис в 2008 году также был анонсирован в качестве ведущего греческой версии шоу X Factor. В интервью порталу «Евровидение-Казахстан» Сакис Рувас сказал, что выступить на Евровидении-2009 ему официально предложила телерадиокомпания ERT, и он принял это предложение без раздумий; газете «Московский комсомолец» он рассказал, что предложение от греческого телевидения вернуться на «Евровидение» ему поступало не в первый раз.

### Три песни

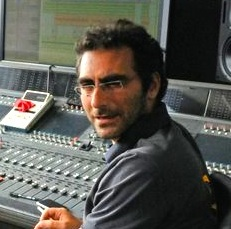
Димитрис Контопулос, автор всех трёх конкурсных песен

14 октября 2008 года ERT провёл пресс-конференцию, на которой стало известно, что на национальном финале в Греции «Эллиникос Теликос 2009» (греч. Ελληνικός Τελικός, дословно — «Греческий финал») будет представлено три песни на выбор зрителей и жюри. Автором музыки для каждой из песен должен был стать Димитрис Контопулос, хореографию для всех трёх сценических номеров должен был ставить Фокас Евангелинос. В пресс-конференции приняли участие непосредственно Сакис Рувас, глава проектов Евровидения Джонни Калимерис, директор отдела международных связей Фотини Яннулату и сестры Маггира — ведущие национального отбора. Сакис заявил, что приложит все усилия для того, чтобы одержать победу и снова провести конкурс в Афинах. Также было оглашено, что Фокасу Евангелиносу будет помогать Элиас Ледакис.
Комментируя выбор Контопулоса в качестве композитора, Рувас сказал, что доверяет Контополусу как автору многих своих хитов, поскольку тот прекрасно знает, песни каких стилей больше всего подходят Рувасу для исполнения. 10 февраля 2009 года были оглашены названия всех трёх песен, а 12 февраля все три песни прозвучали на пресс-конференции в отеле Hilton Athens (в 12:30 по местному времени). К песне «Out of Control», выдержанной в поп-стиле с элементами современного R&B, текст написала Александра Закка, а к песням «Right On Time» (мид-темпо) и «This Is Our Night» (танцевальный стиль) — Крэйг Портейлс и Камерон Джилс-Уэбб. Портейлс, австралиец греческого происхождения, был известен как музыкальный продюсер и автор текстов песен для таких исполнителей, как Шер, Билли Айдол, Тевин Кэмпбелл, Род Стюарт, Оззи Осборн  и группы Guns N' Roses. Камерон Джилс-Уэбб был также австралийцем греческого происхождения и занимал должность главы лейбла Gusto Music.

### Национальный финал
18 февраля 2009 года на Афинской Арене состоялся большой концерт, ведущими которого стали сёстры Бетти и Матильди Маггира. Сценаристом всего шоу был Йоргос Капуцидис, комментатор Евровидения на ERT. Трансляция шла не только по телевидению, но в интернете на сайтах телерадиокомпании ERT (eurovision.ert.gr) и Евровидения (eurovision.tv). Оформлением сцены занимался Элиас Ледакис, костюмами — Йоргос Сегредакис, продюсером шоу и постановщиком хореографии был Фокас Евангелинос. Концепцией концерта была вся история конкурса песни Евровидение с момента его первого проведения, а также история выступления Греции на конкурсе. Показ шоу начался в 21:00 по местному времени, в связи с чем матч футбольного клуба «Олимпиакос» против французской команды «Сент-Этьен», проходивший в рамках 1/16 финала Кубка УЕФА, был перенесён на 18:30.
Выбор песни осуществлялся путём голосования телезрителей (60 %) и жюри (40 %). Председателем жюри был композитор Мимис Плессас: в жюри также были генеральный менеджер ERT Димитрис Гонтикас, генеральный менеджер ERT Radio и поэт Антонис Андрикакис, руководитель отдела ERT по общественным связям Эвангелия Пискера, музыкальный продюсер Ольга Павлату, музыкальный продюсер Йоргос Кювелос и журналистка Стелла Флорас. Флорас при этом оглашала результаты опроса, который был организован на международном сайте фанатов конкурса ESCToday. По оценке прессы, стоимость подготовки Греции к выступлению Руваса на Евровидении-2009 обошлась в более чем 900 тысяч евро: основную часть средств предоставили спонсоры.
Победу одержала песня «This is Our Night» — полные результаты привёл портал ESCToday, который указал, что за эту песню было отдано 61,18 % голосов телезрителей и жюри. Песня «Out of Control» набрала 25,88 %, а песня «Right on Time» — 12,94 %. Помимо исполнения трёх песен Руваса, на концерте выступили в рамках интервал-акта представительница Греции на конкурсе 2008 года Каломира и представители нескольких стран-участниц Евровидения-2009 — Пётр Елфимов (Беларусь), Кристина Метакса (Кипр), Кьяра Сиракуза (Мальта), Андреа Демирович (Черногория), Хадисе (Турция) и Джейд Юэн (Великобритания).
| Порядковый номер | Песня               | Авторы                                                  | Место | Голосов |
| ---------------- | ------------------- | ------------------------------------------------------- | ----- | ------- |
| 1                | «Out of Control»    | Димитрис Контопулос, Александра Закка                   | 2     | 25,88 % |
| 2                | «Right On Time»     | Димитрис Контопулос, Крэйг Портейлс, Камерон Джилс-Уэбб | 3     | 12,94 % |
| 3                | «This Is Our Night» | Димитрис Контопулос, Крэйг Портейлс, Камерон Джилс-Уэбб | 1     | 61,18 % |

## Промотур
Клип на песню «This Is Our Night», вошедший в промотур Сакиса Руваса, сняла украинская режиссёр Катя Царик, которая работала над клипом «Shady Lady» Ани Лорак год назад. Съёмки заняли два дня и завершились 24 февраля 2009 года: они прошли в ночном клубе Starz и гостинице King George в Афинах, а также в окрестностях Афин. Свой промотур по Европе Сакис Рувас начал 1 марта 2009 года в Боснии и Герцеговины, выступив по телевидению в день, когда была представлена конкурсная песня Боснии и Герцеговины — «Bistra Voda» группы Regina (на представлении также присутствовали представительница Турции Хадисе и представительница Мальты Кьяра Сиракуза). Помимо этого, Рувас выступил в утренней программе телеканала Pink TV BH и на радиошоу Stari Grad, дал интервью телеканалу Hayat, выступил в программе Obavezan smijer телеканала TV Sarajevo и в программе Konacno petak телеканала RTBiH. 2 марта он встретился с послом ЕС в Боснии Димитрисом Коркуласом.
После пребывания в Боснии Сакис Рувас отправился в сербский Белград, где дал интервью телеканалам Fox TV, Radio S, TV S, Avala и Pink. На Radio S Сакис отвечал на вопросы своих поклонников в Сербии — как греков, так и говоривших на греческом сербов. 4 марта он выступил в утреннем шоу RTS, ведущей которого была Йована Янкович, ведущая Евровидения-2008. Пребывание в Сербии он завершил выступлением на канале Novi SAT. 6 марта Сакис прибыл в Москву, где дал интервью телеканалу MTV Russia, рассказав о подготовке к конкурсу, принял участие в фотосессии для журнала ОК! и выступил на нескольких концертах. В частности, он посетил национальный отбор России на «Евровидение» (транслировался на Первом канале), выступив вместе с представительницей Великобритании Джейд Юэн и представлявшими Азербайджан Арашем и Айсель Теймурзаде, а также встретившись с Димой Биланом и Филиппом Киркоровым. Рувас также выступил на концерте в Кремле, приуроченном к Международному женскому дню, и на шоу Валентина Юдашкина, которое показывал телеканал «Россия».
13 марта Сакис выступил на концерте в Лимассоле на арене Спироса Киприану, который был приурочен к открытию этапа FxPro Rally: Сакис появился как штурман чемпиона мира Себастьяна Леба. Далее он посетил Берлин, выступив на выставке ITB и встретив министра культуры Греции Костаса Маркопулоса: на концерте он на бис исполнил «This Is Our Night». 29 марта он прибыл в Амстердам, выступив на шоу Life and Cooking и дав интервью газете De Telegraaf и другим СМИ; 31 марта он выступил в Брюсселе на мероприятии, посвящённом греческой общине Бельгии, а также дал интервью порталу Eurovision.tv и выступил на телеканале TVL Limburg. 2 апреля Рувас прибыл в Киев, где провёл встречу с представительницей Украины Светланой Лободой, снялся для журнала Hello вместе с Ани Лорак, а также выступил в шоу Шустер Live на ТРК Украина и на шоу телеканала М1. Тем же вечером он принял участие в вечеринке, организованной журналом Marie Claire.
4 апреля Сакис Рувас принял участие в церемонии вручения армянской музыкальной премии «Ташир» в Москве, встретившись с Анастасией Приходько, Петром Елфимовым и сёстрами Ингой и Ануш Аршакян. С 5 по 7 апреля он выступил в Румынии, появившись в программе Danutz SRL телекомпании TVR, утреннем шоу телеканала Antena 1, программе Miezul zilei на TVR и программе Access Direct на Antena 1. С 7 по 8 апреля Сакис посетил Болгарию, выступив на местной версии шоу Pop Idol на телеканале bTV, в программе Secret Concert телеканала MAD и на шоу у певца Азиса. С 10 по 12 апреля Сакис посетил Турцию, где провёл традиционную встречу с Патриархом как представитель Греции на Евровидении, посетил Греческий православный колледж в Стамбуле и выступил на ряде телепередач — шоу Beyaz на Kanal D, эфир MTV Turkey, программа на Skyturk TV, радио Michael Show и новостная программа Show TV. Также он дал интервью газетам Sabah и Taraf и программе Seyr-i Alem телеканала TRT. Промотур завершился в Барселоне 14 и 15 апреля, когда Сакис выступил в эфире TVE с Джейд Юэн (представитель Великобритании), Алексом Кристиансеном и Оскаром Лойя (представители Германии) и Сюзанной Георги (представительница Андорры).

## Прогнозы выступления перед конкурсом
В канун конкурса ряд букмекерских контор называли Сакиса Руваса одним из фаворитов Евровидения: в частности, по состоянию на 7 апреля 2009 года букмекерская контора Paddy Power ставила его на второе место (коэффициент 5.5) после представлявшего Норвегию Александра Рыбака, который считался тогда явным лидером (коэффициент 2.5). В целом к концу апреля второе место ему отдавали не только Paddy Power (коэффициент 5), но и конторы Bet365 (коэффициент 5) и William Hill (коэффициент 7). На втором месте после Рыбака Рувас также шёл в рейтингах сайтов escstats.com (на 26 апреля 2009 года) и Eurosivion-DB (на 1 мая 2009 года). Входившие в международную организацию фанатов Евровидения OGAE фан-клубы, которые существовали в разных странах мира и также в канун конкурса оценивали исполнителей по традиционной для «Евровидения» 12-балльной системе голосования, не отдавали явного предпочтения Сакису Рувасу. Фан-клуб OGAE из Норвегии оказался единственным, кто отдал первое место Рувасу; на второе место в своём рейтинге его поставил фан-клуб Великобритании, на третье — фан-клубы в Ирландии и Албании. По итогу голосования большинства клубов (без учёта клубов Мальты, Дании, Швеции и Германии) Рувас набрал 94 очка, заняв 8-е место в рейтинге OGAE. Российский фан-клуб отдал 5 баллов Рувасу в официальном голосовании среди фан-клубов OGAE.
Всех участников конкурса оценивал русскоязычный интернет-проект «Евровидение-Казахстан», который отнёс песню к «среднеевропейскому попу» без этнических элементов, но посчитал её слишком стандартной по конкурсным меркам и допустил, что из-за отсутствия этники Греция может не получить достаточной поддержки со стороны балканских телезрителей. В интервью этому же порталу «Евровидение-Казахстан» Сакис сказал, что верит в способность как зрителей в «Олимпийском», так и телезрителей в Европе выделить композицию «This Is Our Night» на фоне других песен и исполнителей. Сама российская пресса перед конкурсом неоднократно писала о том, что Сакис может рассчитывать на поддержку как российских телезрителей, так и российского жюри, председателем которого был Филипп Киркоров, неоднократно выступавший вместе с Сакисом и даже исполнявший с ним песню «Как сумасшедший» (русская версия песни Se Thelo San Trelos). Сам Киркоров в интервью подчёркивал, что он как председатель жюри не имел права поддерживать публичного кого-то на конкурсе и должен был ставить во главу угла «только музыку и её качество». Однако на следующий день после второго полуфинала, 15 мая Киркоров покинул пост председателя жюри, сославшись на то, что не может допустить даже «малейшей возможности сомнения» в объективности российского жюри, и уступил свою должность Игорю Матвиенко.

## Полуфинал

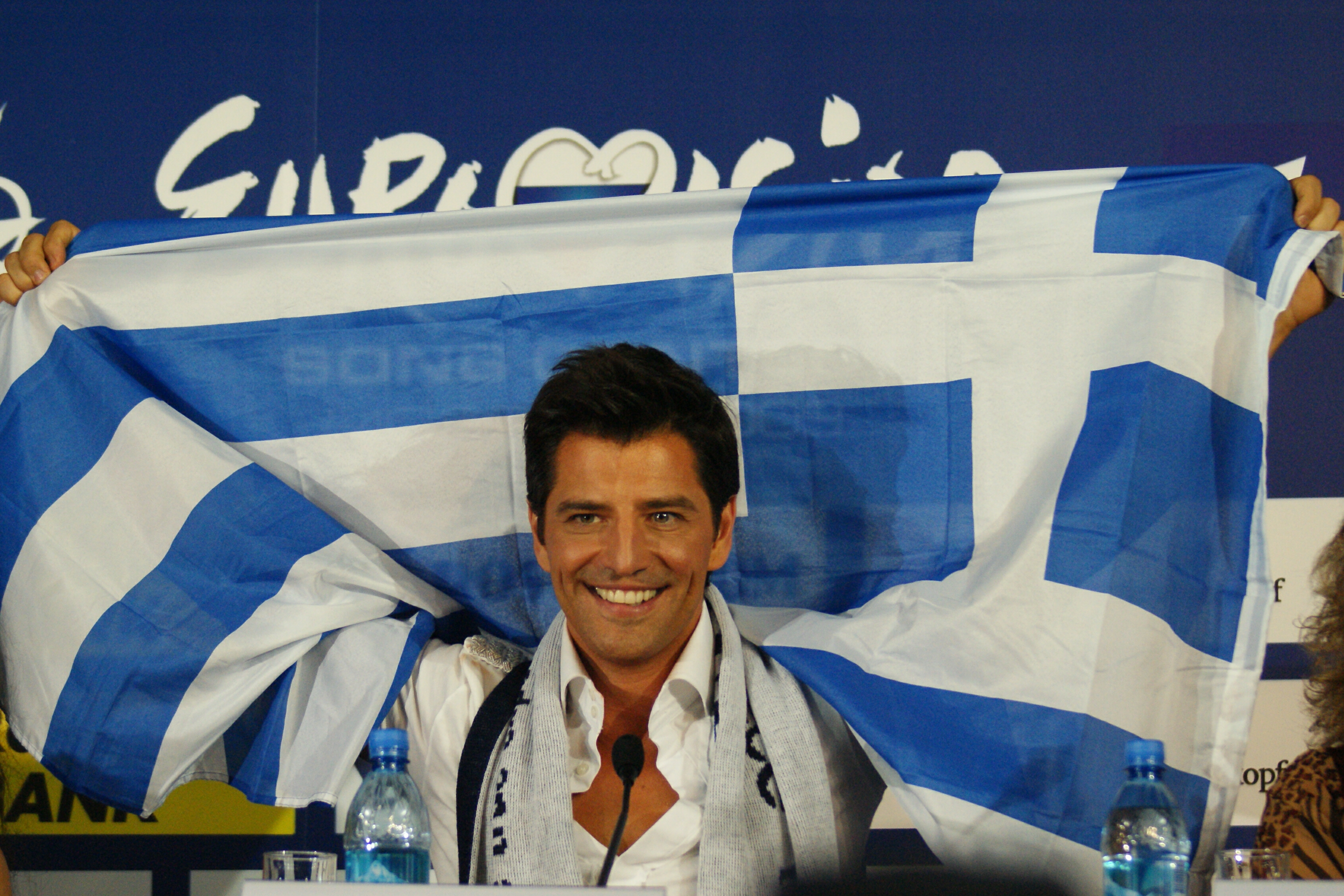
После выхода в финал Евровидения-2009

30 января 2009 года состоялась жеребьёвка конкурса, согласно которой Греция должна была выступить во втором полуфинале конкурса, намеченном на 14 мая (первый полуфинал проходил 12 мая, финал был назначен на 16 мая). Во втором полуфинале участвовали 19 стран, из которых 10 должны были пройти в финал конкурса. По итогам жеребьёвки Греции выпал 13-й порядковый номер выступления. Оба полуфинала и финал показывала телерадикомпания ERT: на телевидении комментаторами конкурса были сёстры Маггира, на радио конкурс освещала Мария Козаку.
Сценический номер Сакиса Руваса готовили Фокас Евангелинос и Элиас Ледакис. Евангелинос был известен тем, что ранее готовил выступления Сакиса Руваса в 2004 году и Елены Папаризу в 2005 году, церемонию открытия Евровидения-2006 (на том конкурсе он ставил номер Димы Билана) и выступления Ани Лорак и Димы Билана в Белграде в 2008 году. 23 апреля 2009 года ERT сообщила, что в номере Сакиса выступят четыре танцора-вокалиста: шведки Анна Андерссон и Анна Нильссон (участницы хора фестиваля Melodifestivalen) и греки Никос Мариана и Йоргос Пападопулос. Основные бэк-вокалы исполнял Алекс Панайи, вокальный педагог коллектива. Номер представлял собой танцевальное выступление с достаточно сложной хореографией: согласно концепции Евангелиноса, на бэкграунде должна была присутствовать некая металлическая конструкция, ассоциирующаяся с ночью. Эту декорацию произвела британская компания Stage One, работавшая над созданием сцены Евровидения-2006, а автором её дизайна стал Элиас Ледакис, автор декораций для выступления Каломиры в 2008 году.
В полуфинале 14 мая в ходе выступления Руваса была представлена декорация — вращающаяся платформа, по которой Рувас ездил и на которой танцевал вместе с четырьмя танцорами. В конце шоу крышка этой платформы со стоящим на ней Сакисом приподнималась: внутри декорации был изображён греческий флаг, который могли видеть только телезрители. Само выступление завершалось фейерверками. По оценке Европейского вещательного союза, греки в этом номере продемонстрировали «технический прорыв» и доказали, что идут в ногу со временем и следуют последним тенденциям в плане визуального оформления сценического выступления на музыкальном конкурсе. При этом представительница Великобритании Джейд Юэн утверждала, что перед выходом на сцену Сакис щёлкнул пальцами и спрятал руки за спину, подзывая таким образом танцоров из своей команды: этот поступок она сочла странным, попросив ей отвесить пощёчину, если она вздумает так поступить перед финалом. Итогом выступления Руваса стало 4-е место в полуфинале со 110 очками и его выход в финал.

### Голосование в полуфинале
| Очки      | Страна                                                       |
| --------- | ------------------------------------------------------------ |
| 12 баллов | - Албания - Кипр                                             |
| 10 баллов | - Нидерланды - Сербия                                        |
| 8 баллов  |                                                              |
| 7 баллов  |                                                              |
| 6 баллов  | - Франция - Венгрия - Молдова - Испания                      |
| 5 баллов  | - Эстония - Словакия                                         |
| 4 балла   | - Азербайджан - Латвия - Литва - Россия - Словения - Украина |
| 3 балла   | Хорватия                                                     |
| 2 балла   | - Дания - Польша                                             |
| 1 балл    | Норвегия                                                     |

| Очки      | Страна      |
| --------- | ----------- |
| 12 баллов | Кипр        |
| 10 баллов | Албания     |
| 8 баллов  | Норвегия    |
| 7 баллов  | Азербайджан |
| 6 баллов  | Молдова     |
| 5 баллов  | Сербия      |
| 4 балла   | Эстония     |
| 3 балла   | Украина     |
| 2 балла   | Дания       |
| 1 балл    | Польша      |

## Финал
После выхода Руваса в финал многие букмекерские конторы поставили его на 2-е место в рейтинге фаворитов после представителя Норвегии Александра Рыбака с песней «Fairytale» (в частности, так считала букмекерская контора Ladbrokes, включившая вслед за Грецией в число фаворитов Турцию, Азербайджан и Великобританию). Газета The Guardian писала, что Сакис также был одним из фаворитов конкурса по версии конторы William Hill с коэффициентом 9.0, а с учётом того, что Греция могла рассчитывать на поддержку зрителей стран Балканского региона, у отдельных букмекеров коэффициент достигал отметки 4.0. Однако The Guardian оговаривалась, что с такой же вероятностью Балканы могли отдать предпочтение и боснийской группе Regina, также числившейся среди фаворитов конкурса. В день проведения финала конкурса (на 20:00 центральноевропейского времени) шведские букмекеры ставили Руваса на второе место с коэффициентом 5.5 на победу (у лидировавшего Александра Рыбака был коэффициент 2.1).
16 мая 2009 года Сакис выступил с песней «This Is Our Night» в финале под 8-м порядковым номером среди 25 финалистов. По мнению обозревателя британского телеканала At The Races Пола Джонса, ранний жребий мог сыграть и против исполнителя даже в случае идеального выступления, поскольку в обоих полуфиналах успех сопутствовал преимущественно тем исполнителям, которые по жребию выступали ближе к концу шоу. Джонс допускал, что Сакис может в итоге даже пропустить вперёд представительницу от Турции Хадисе. О самом образе Сакиса на конкурсе он говорил следующее.

Сакис — это смесь молодых Шейна Ричи, Саймона Коуэлла и Пирса Броснана, но слава Богу, он поёт лучше них. Он определённо любит двигаться, и это привлечёт нечто большее, чем простой интерес со стороны зрительниц определённой возрастной категории.
Оригинальный текст (англ.)Sakis is a cross between a young Shane Ritchie, Simon Cowell and Pierse Brosnan but thank goodness a better singer than the latter and he certainly loves to jut his body around and that will have female viewers of a certain age more than interested.

Итогом выступления Сакиса в финале стало 7-е место со 120 баллами в активе. Результаты совместного голосования телезрителей и жюри оглашал греческий телеведущий Алексис Косталас. В полуфинале Греция отдала 12 баллов исполнительнице из Кипра Кристине Метаксе, получив, в свою очередь, 12 баллов от Албании и Кипра. В финале 12 баллов от греков получила представлявшая британцев Джейд Юэн, а за номер Сакиса Руваса греки получили 12-балльные оценки от Албании, Болгарии и Кипра. По итогам конкурса Греция в 6-й раз подряд попала в десятку стран с лучшими исполнителями Евровидения: 86 % потенциальной зрительской аудитории Греции смотрели финал в прямом эфире.
После завершения конкурса Рувас в интервью греческим СМИ извинился за то, что не смог добиться победы в финале, однако в Греции его выступление оценили крайне высоко, назвав его «седьмым исполнителем в Европе и первым в сердцах зрителей». Пресса отмечала, что Рувас выложился на все сто процентов, а сам певец назвал второе своё выступление на Евровидении великолепным опытом. Global Greek Radio писало, что, возможно, песня с этническими вставками могла бы помочь грекам занять более высокие места: в 2004 году они были в песне Руваса «Shake It», а в 2009 году их можно был найти в песнях занявшей 4-е место представительницы Турции Хадисе и занявших 3-е место Айсель и Араша, выступавших за Азербайджан.

### Голосование в финале
| Очки      | Страна                                                       |
| --------- | ------------------------------------------------------------ |
| 12 баллов | - Албания - Болгария - Кипр                                  |
| 10 баллов | Армения                                                      |
| 8 баллов  | Румыния                                                      |
| 7 баллов  | - Хорватия - Мальта                                          |
| 6 баллов  | - Германия - Сербия                                          |
| 5 баллов  | - Беларусь - Бельгия - Босния и Герцеговина - Великобритания |
| 4 балла   | - Венгрия - Россия - Словения                                |
| 3 балла   |                                                              |
| 2 балла   | - Черногория - Швеция - Швейцария                            |
| 1 балла   | - Нидерланды - Испания                                       |

| Очки      | Страна         |
| --------- | -------------- |
| 12 баллов | Великобритания |
| 10 баллов | Норвегия       |
| 8 баллов  | Азербайджан    |
| 7 баллов  | Албания        |
| 6 баллов  | Франция        |
| 5 баллов  | Эстония        |
| 4 балла   | Исландия       |
| 3 балла   | Турция         |
| 2 балла   | Хорватия       |
| 1 балл    | Испания        |

| Порядковый номер | Страна               | Проставленные очки | Проставленные очки | Проставленные очки | Очки в общий зачёт |
| Порядковый номер | Страна               | Жюри               | Телезрители        | Итого              | Очки в общий зачёт |
| ---------------- | -------------------- | ------------------ | ------------------ | ------------------ | ------------------ |
| 01               | Литва                |                    |                    |                    |                    |
| 02               | Израиль              |                    |                    |                    |                    |
| 03               | Франция              | 10                 |                    | 10                 | 6                  |
| 04               | Швеция               |                    |                    |                    |                    |
| 05               | Хорватия             | 7                  |                    | 7                  | 2                  |
| 06               | Португалия           |                    |                    |                    |                    |
| 07               | Исландия             | 8                  |                    | 8                  | 4                  |
| 08               | Греция               |                    |                    |                    |                    |
| 09               | Армения              |                    | 4                  | 4                  |                    |
| 10               | Россия               |                    |                    |                    |                    |
| 11               | Азербайджан          | 4                  | 8                  | 12                 | 8                  |
| 12               | Босния и Герцеговина |                    |                    |                    |                    |
| 13               | Молдова              |                    | 1                  | 1                  |                    |
| 14               | Мальта               | 5                  |                    | 5                  |                    |
| 15               | Эстония              | 6                  | 3                  | 9                  | 5                  |
| 16               | Дания                | 2                  |                    | 2                  |                    |
| 17               | Германия             | 1                  |                    | 1                  |                    |
| 18               | Турция               |                    | 7                  | 7                  | 3                  |
| 19               | Албания              |                    | 10                 | 10                 | 7                  |
| 20               | Норвегия             | 3                  | 12                 | 15                 | 10                 |
| 21               | Украина              |                    |                    |                    |                    |
| 22               | Румыния              |                    | 2                  | 2                  |                    |
| 23               | Великобритания       | 12                 | 5                  | 17                 | 12                 |
| 24               | Финляндия            |                    |                    |                    |                    |
| 25               | Испания              |                    | 6                  | 6                  | 1                  |